# 第二語言
第二語言指一個人除了第一語言之外，另外學習掌握的第二種語言，經常作為輔助語言以及通用語。此外，第二語言亦可與第一語言並列為個人母語。英語是世界上最多人使用的第二語言。
第二語言的學習，往往可能是由於第一語言不再具有優勢（社會變遷、政治目的等），或是可以籍學習增強個人在現今國際化職場上的競爭優勢。例如，加拿大普查即定義第一語言為「幼時初學之語言且持續使用」，人類最早學習的語言有可能丟失，是為一種語言替換，這種情形可能發生在孩童隨著家庭徙居（因移民或國際認養）而進入一個全新的語言環境。

## 简介
作为一個人的第二语言，通常是在该地区除了母語外的共通語，或世界上有重大影响力的语言，例如英语；或是因國家政策而在教育場所習得，如中國大陸非以普通话為母語的其他語言使用者。

## 第一语言（母语）与第二语言
不同于在幼儿期自然获得的母语，第二语言的学习存在这样的情况：学习周期很长，尤其是起步较迟的时候。在少数情况下，第二语言的使用水準在语法和词汇上能进步到与母语的使用水準相同。

## 第二语言与外语
第二语言与外语的区别，往往取决于教育。虽然二者都不是母语，但是前者指在学习阶段拥有语境的语言，后者通常指在学习阶段缺乏语境的语言。在有些地方，例如印度（母语通常是印地语）和巴基斯坦（母语通常是乌尔都语），人们把英语视为第二语言，而非外语。当地年轻人都能说着一口流利的英语，因为这被视为当地的标准语或通用语。此外，南亚地区的法院和政府，也把英语作为官方语言。

## 语义理论和第二语言教学 – 不同类型的意义
对于第二语言的学习者来说，意义的学习是最重要任务。它是第二语言学习的中心，而不是那些不同的声音或者优雅的句子结构。以下列出不同类型的意义和简单的介绍：词汇意义，语法意义，语意意义，语用意义。
词汇意义：储存在心理词汇库
语法意义：用于句法意义
语意意义：指的是词汇意义
语用意义：决定于语言环境，上下文和关于整体世界的常识和知识

## 各地情形

### 中國大陸
中國大陸通行現代標準漢語（普通话）。在闽语区、粤语区、客语区、吴语区等区域的老一辈居民多以普通话作为第二语言，新生代则改用普通话为第一语言，輔以英文教育。
一般官话区的学生从小学一年级开始学习英文，但因缺少使用语境，所以很少作為第二語言。
在老一辈的人中，以俄语为第二语言的情况也有不少，主要是由于历史上的中苏關係蜜月期所致。

### 香港、澳門
香港人的第一語言通常是粵語，第二語言是英語和普通話。而以英語為第一語言的人士，主要是在香港居住的外國人及少數族裔。
澳門的官方語言包括葡萄牙語，但因缺少使用語境，很少作為第二語言。

### 台灣
台灣通行現代標準漢語（中華民國國語）。台灣外省人、閩南人、客家人及台灣原住民族多有不同於官話的母語，對於大部分戰後時期出生的台灣人來說，國語是他們進入學校或社會以後才開始學習和使用的語言，平常在家庭和日常生活時使用自己的母語。對他們來說國語是他們的第二語言，只在工作及接待外人時才使用，而閩南語、客語、原住民各族語言和外省家鄉話是他們的母語。此外，受到日治時期國語運動的影響，現今仍有少數高齡人口以日語作為第二語言。
年輕一代的台灣人口中，因為大多數是在國語環境下成長，因此國語變成他們的第一語言即母語，而原本是母語的台灣話、客家話、原住民各族語言和外省家鄉話等，就變成第二語言或者不再使用。
台灣人的第一外語以英語為多。而因為臺灣與日本的關係相當密切、及日本流行文化在台灣等亞洲地區的盛行，使許多台灣人會學習日語作為第二外語。

### 美國
美國不少州份以西班牙語為第二語言，其中海外屬地波多黎各將西班牙語作為官方語言。
路易斯安那州和緬因州有較高比例的人口以法語做為第二語言。前者是因該地區曾受法國統治和阿卡迪亞人移民到當地的影響，後者則鄰近說法語的加拿大魁北克省。